# 海の日
海の日（うみのひ）は、日本の国民の祝日の一つで、毎年7月の第3月曜日である。

## 概要

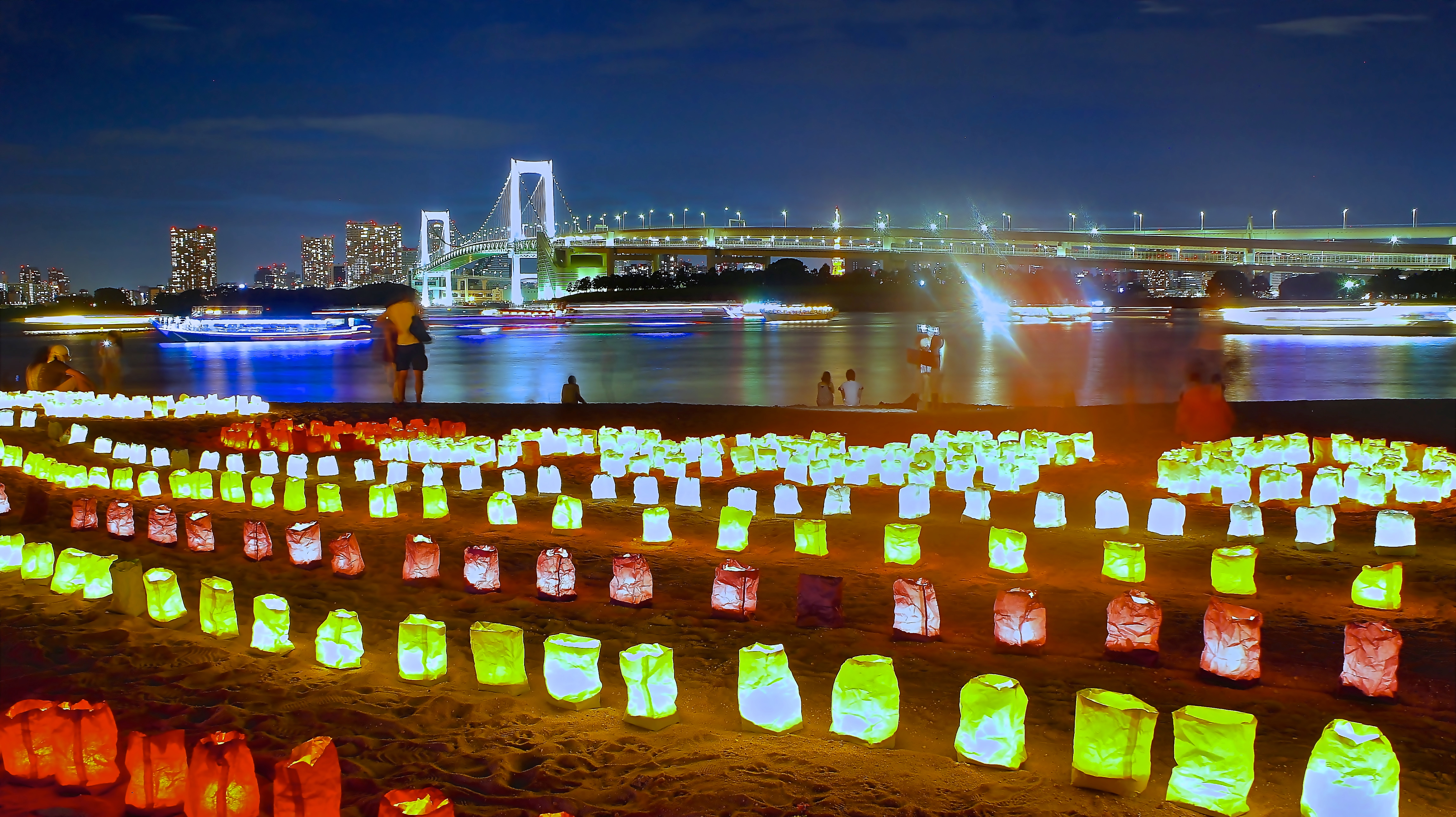
海の日、お台場（2011年）

海の日は、1995年（平成7年）に制定されて1996年（平成8年）から施行された日本の国民の祝日である。制定当初は7月20日であったが、2003年（平成15年）に改正された祝日法のハッピーマンデー制度により、7月の第3月曜日となったが、従来の7月20日がこれにあたる年もあり、ハッピーマンデー制度の適用後では2009年（平成21年）が最初となった。
国民の祝日に関する法律（祝日法、昭和23年7月20日法律第178号）第2条は、「海の恩恵に感謝するとともに、海洋国日本の繁栄を願う」ことを趣旨としている。国土交通省は「世界の国々の中で『海の日』を国民の祝日としている国は唯一日本だけ」としている。
2007年（平成19年）に制定された海洋基本法第13条は、海の日の行事を「国及び地方公共団体は、国民の祝日に関する法律（昭和23年法律第178号）第2条に規定する海の日において、国民の間に広く海洋についての理解と関心を深めるような行事が実施されるよう努めなければならない」と定めている。
海上自衛隊は、基地や一般港湾などに停泊する自衛艦が満艦飾を行う。
海の日が制定された1996年（平成8年）以降、7月20日から31日までの12日間を「海の旬間（じゅんかん）」とし、国土交通省海事局が自治体や諸団体とともに海事思想を普及している。
国民の「海」に対する理解と認識を高めるため、海の日の三連休化に伴い2003年（平成15年）以降は海の日を含む7月1日から31日までの1か月間を「海の月間」と定め、国土交通省海事局を中心に「海フェスタ」などを催している。
2014年に超党派の国会議員からなる海事振興連盟が、「海の恩恵に感謝する日だったはずが、単なるお祭りになってしまった」として7月20日に固定化する議案を提出し、2016年から8月11日の「山の日」が施行されることを契機に当初の7月20日へ戻そうとしたが実現していない。
2015年に海の日20回目を記念して「海でつながるプロジェクト」が発足する。総合海洋政策本部参与会議座長で日本郵船顧問の宮原耕治を会長に、日本政府、東京海洋大学、日本財団、民間法人らが『「海の日」特別行事実行委員会』を結成し、「海の日」の意義や海に対する好奇心を高揚させる催しを開催して日本財団会長笹川陽平、山谷えり子海洋政策担当大臣、アショク・マハパトラ国際海事機関上級次長、川島海荷、服部幸應、石原良純らが登壇した。
東京オリンピック・パラリンピック特措法により、2020年（令和2年）限定で、2020年東京オリンピックの開会式の当初の予定日の前日に当たる7月23日（木曜日）へ変更した。東京オリンピックは新型コロナウイルス感染症が流行して翌年へ延期されたが、国民生活の影響を考慮して2020年の海の日は7月23日とされた。
令和三年東京オリンピック競技大会・東京パラリンピック競技大会特別措置法により、2021年（令和3年）限定で、前年から1年延期された東京オリンピックの開会式前日の7月22日（木曜日）へ変更した。この際、祝日移動が反映されないまま販売されたカレンダー類も見られた。

## 海の記念日

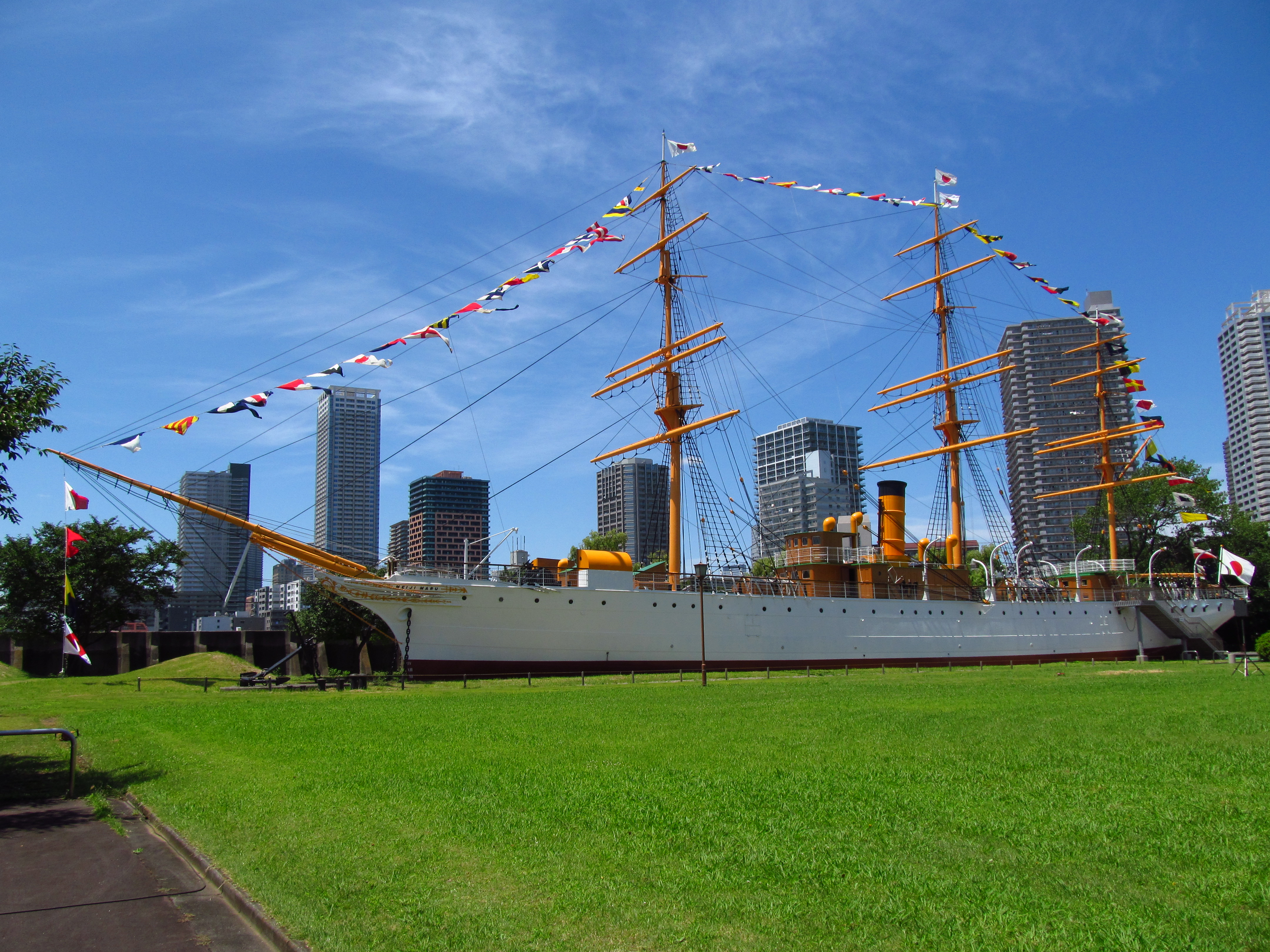
「海の記念日」の由来となった明治丸

祝日化される前は「海の記念日」と称した。海の記念日は、1876年（明治9年）に明治天皇が東北地方へ巡幸した際、従来の軍艦ではなく灯台視察船「明治丸」で航海し、7月20日に横浜港へ入港して横浜御用邸伊勢山離宮へ還幸した史実から、1941年（昭和16年）に逓信大臣の村田省蔵が提唱して制定された。
明治丸はその後、東京商船学校の練習船として使用され、現在は東京海洋大学越中島キャンパスに保存されている。

## 内陸県
海が無い内陸県の奈良県は、7月第3月曜日を「奈良県山の日・川の日」と条例で定めている。